# Efecte del fals consens

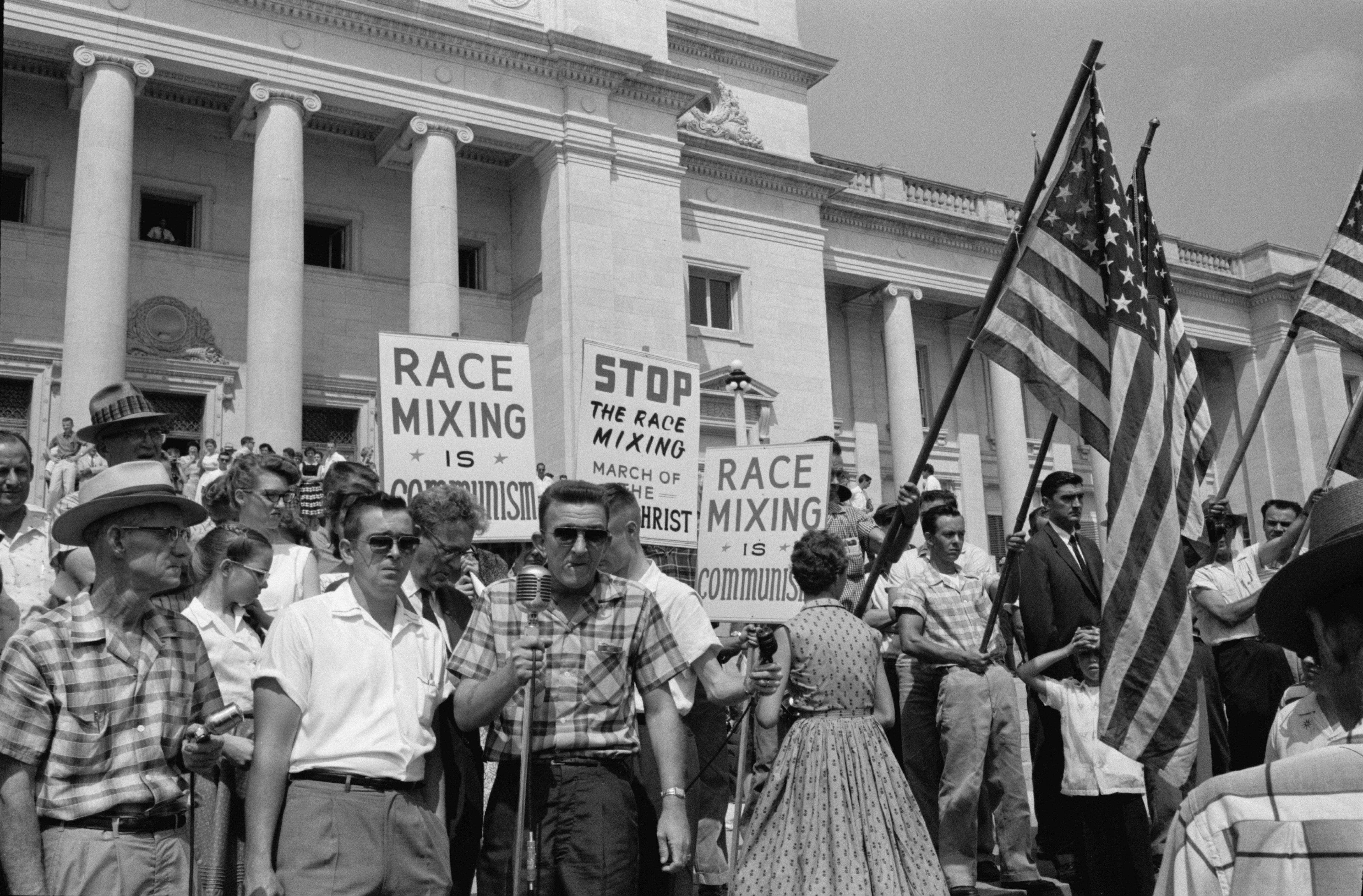
Els fonamentalistes, els ultraconservadors i extremistes de diferent signe jutgen que les seves reivindicacions, valors i creences són compartits per més gent que la que realment els comparteix, a conseqüència de l'efecte de fals consens

En psicologia, l'efecte del fals consens és un biaix cognitiu pel qual moltes persones tendeixen a sobreestimar el grau d'acord que altres individus tenen amb ells. Les persones tendeixen a pressuposar que les seves pròpies opinions, creences, predileccions, valors i hàbits estan entre les més triades i recolzades àmpliament per la majoria. Aquesta creença és un biaix que exagera la confiança dels individus en les seves pròpies creences, encara que puguin estar equivocats.
Aquesta actitud apareix freqüentment en grups d'opinió en els quals l'opinió col·lectiva és la mateixa que la dels individus que componen el grup. Com que els membres del grup han arribat a un consens intern i rarament troben a algú que ho disputi, es tendeix a creure que tot el món, fins i tot de fora del grup, tenen la mateixa opinió.
No hi ha una causa simple per a aquest biaix cognitiu; s'ha suggerit que, almenys d'una manera parcial, els factors poden ser l'heurística de disponibilitat i el biaix d'autoservei.

## Concepte

Museu de la creació a Kentucky, un exemple d'una actitud fonamentalista que porta a creure erròniament a molts que l'evolució és tan sols una teoria, en lloc d'un fet molt ben establert

La psicoanàlisi popularitzà la idea de la projecció com a mecanisme de defensa. Freud es va referir al cas particular de determinades persones que detectaven, en els altres, característiques que elles mateixes posseïen, i que de les quals "no eren conscients" per la seva naturalesa amenaçant. Per exemple, un home que està descontent amb la seva dona sense saber-ho, podria veure mostres de desacords matrimonials en les relacions sentimentals d'altres individus.
Des de Freud, s'han publicat un gran nombre de treballs sobre les tendències de les persones a atribuir a altres característiques que apareixen en elles mateixes: d'acord amb això es pot afirmar que, per exemple:
- La gent a qui li agrada sortir de nit, la música alta i els cotxes veloços també tendeixen a projectar aquests gustos sobre els altres.
- Els nacionalistes pensen que hi ha més aficionats al menjar i a la cultura de la seva terra que el que calculen els antinacionalistes.
- Els bevedors creuen que l'alcohol agrada més a la gent del que creuen els abstemis.

És important assenyalar que la gent no sempre pensa que les seves creences són compartides per la majoria. L'efecte de fals consens es refereix només a una tendència de la gent a sobreestimar l'extensió d'una creença determinada que està correlacionada amb la creença pròpia. Així, els fonamentalistes religiosos no creuen necessàriament que la majoria de la gent comparteixi la seva religiositat, però els seus càlculs del nombre de fonamentalistes o persones que comparteixen amb ell determinats punts de vista segurament excedeix el nombre realment existent.
Des de l'àmbit de la psicologia de masses, Freud va criticar el concepte de Gustave Le Bon d'una "ànima col·lectiva", mostrant que realment el subjecte en massa cedeix el lloc del seu ideal del jo perquè sigui ocupat pel líder. En la massa, el jo individual s'esfuma, es volatilitza, i és reemplaçat l'ideal del jo per l'ideal de la massa, encarnat pel líder, mitjançant un procés d'identificació. El "líder" és un concepte, per la qual cosa pot tractar-se tant d'una persona com d'un ideal. En l'obra de Freud, es veuen unificats, per tant, diversos conceptes clau com ara la identificació, el narcisisme o la mateixa projecció ja esmentada, entre d'altres.
Una altra referència primerenca interessant són les repercussions extretes dels estudis del desenvolupament cognoscitiu de Jean Piaget en la posterior vida adulta. Hi ressalta l'etapa compresa al voltant dels 6-7 anys, en què el nen entra en l'anomenat període de les operacions concretes. L'esquema intel·lectual que més costa adquirir a l'adult, i que prové d'aquesta etapa, és el de la capacitat de reversibilitat, és a dir, ser capaç d'invertir les operacions lògiques. Per exemple, si un nen de quatre anys, anomenat Josep i que té una germana anomenada Maria, li pregunten si la seva germana Maria té un germà, probablement contestarà: «Som dos germans i Maria no té cap germà». Li mancaria poder allunyar-se del seu punt de vista i veure les coses des de l'altre; és a dir, encara no disposa de la capacitat de reversibilitat, d'altra banda, una capacitat fonamental en les operacions matemàtiques. Curiosament, la reversibilitat es construeix al mateix temps que la socialització, és a dir, la capacitat d'admetre els altres punts de vista, o en altres termes, adquirir la capacitat d'empatia.
També resulta interessant relacionar la tipologia de l'individu i la seva propensió a l'efecte del fals consens amb l'efecte de la seva possible variació. Així, per exemple, Carl Gustav Jung planteja el fet que diferents individus quedarien emmarcats en una actitud concreta –introversió o extraversió–, i en una configuració de funcions diferenciada: pensament, sentiment, sensació o intuïció. En parlar del tipus intel·lectual extravertit, diu el següent:
| «                                       | Així com el tipus intel·lectual extravertit se subordina a la seva fórmula, així ha de subordinar-se a aquesta també el seu entorn, pel seu propi bé, perquè qui no fa això actua de manera incorrecta, s'oposa a la llei universal i és, per això, irracional, immoral i mancat de consciència. Al tipus intel·lectual extravertit, la seva moral li prohibeix tolerar excepcions. El seu ideal ha de fer-se realitat en totes les circumstàncies, ja que és –això li sembla a ell– la formulació més pura de la facticitat objectiva, i per aquest motiu ha de ser també una veritat universalment vàlida, indispensable per a la salvació de la humanitat; i això, no per amor al proïsme, sinó des del superior punt de vista de la justícia i la veritat. Tot allò que es té la sensació que per la seva pròpia naturalesa contradiu aquesta fórmula, és simple imperfecció, un error casual, que serà extirpat en la primera ocasió, i si no s'aconsegueix això, aleshores és una malaltia. | » |
| — Carl Gustav Jung. Tipos Psicológicos. | |   |

## Evidència empírica

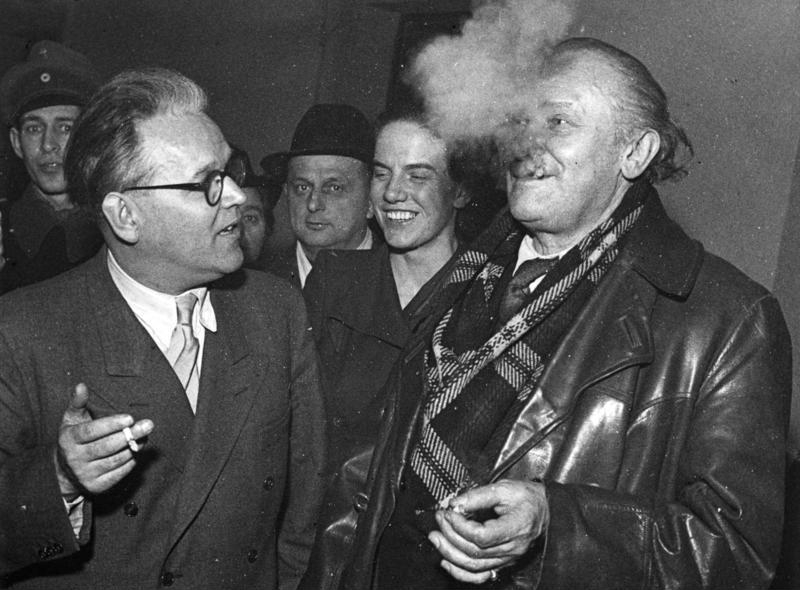
El percentatge de població fumadora que algú estima està correlacionat –i esbiaixat– amb quants dels seus coneguts fumen

L'experiment de fals consens més citat en la literatura es va realitzar amb estudiants universitaris, als quals se'ls va preguntar si estarien disposats a fer d'home-anunci pel campus, portant un cartell davant i darrere amb la paraula «penediu-vos». En total, uns quants centenars d'estudiants van participar en un experiment d'aquest tipus. Un cert nombre va acceptar i altres van rebutjar la feina. Després, es va demanar a ambdós grups, els que acceptaren i els que ho rebutjaren, que calculessin els percentatges dels que ho havien acceptat i dels que ho havien rebutjat. Va resultar que els càlculs dels estudiants estaven inclinats cap al que ells mateixos pensaven: els qui estaven disposats a acceptar el rètol pensaven que el 60% també ho estaria, els qui ho rebutjaven estimaven que sols el 27% estaria disposat a portar-lo.
El biaix informatiu és una de les causes de l'efecte del fals consens. Això s'ha demostrat considerant les estimacions del percentatge de fumadors que una determinada persona realitza i que està positivament correlacionat amb el nombre de fumadors que coneix aquesta persona.
|              | No consumidors | Consumidors |
| ------------ | -------------- | ----------- |
| Cap          | 1,1%           | 0,2%        |
| Molt pocs    | 11,4%          | 1,0%        |
| Pocs         | 11,8%          | 1,7%        |
| Bastants     | 31,8%          | 16,9%       |
| Molts        | 25,3%          | 29,1%       |
| Gairebé tots | 18,7%          | 51,2%       |

Les respostes subministrades per dos grups de joves que difereixen en el consum d'alcohol davant la pregunta "Quanta gent de la teva edat sol beure alcohol?" és un clar exemple d'efecte del fals consens. Un estudi sobre la percepció del grau de consum d'alcohol pels joves va revelar que els no consumidors (1.276 enquestats) diferien notablement dels consumidors (1.789 enquestats). Així, davant la pregunta "Quanta gent de la teva edat sol beure alcohol?», més del 50% dels joves que normalment consumeixen alcohol respongueren "gairebé tots", mentre que menys del 19% dels del grup de no consumidors van donar la mateixa resposta.
Resultats similars s'han publicat pel que fa al consum de tabac. Una evidència sòlida d'aquest mecanisme de biaix en l'efecte de fals consens és que s'ha provat que les estimacions del percentatge de fumadors que fa una determinada persona estan correlacionades de manera positiva amb el nombre de fumadors que coneix aquesta persona.
Igualment, s'ha provat que certes conductes sexuals estan fortament influïdes per l'efecte del fals consens, i s'arriba en alguns casos que el 84% d'un conjunt d'individus joves mostrin en alguna mesura un efecte de fals consens, quan valoraven haver tingut relacions prematrimonials.

## Causes proposades
Investigacions recents sobre l'efecte del fals consens s'han dirigit a entendre per què la gent exagera sense adonar-se del grau en què els altres comparteixen les seves idees. Aquestes investigacions ha revelat que no hi ha una causa única.

### Causes motivacionals
Hi ha constància que l'efecte del fals consens, en alguns casos, deriva del desig de mantenir una avaluació positiva del mateix judici. Aquest desig es pot veure reforçat si l'individu considera que les seves pròpies creences són precisament les creences de la majoria. Aquesta idea és coherent amb les observacions que indiquen que les persones estan especialment inclinades a percebre un suport social per a les seves creences, quan tenen una inversió emocional posades en aquestes, i que la seva autoestima ha estat amenaçada per una experiència fallida anterior. També està relacionat amb altres observacions segons les quals les persones estan inclinades a exagerar el grau en què individus particularment atractius i respectats coincideixen amb les seves creences.

### Causes per biaix informatiu
Una altra possible causa de l'efecte del fals consens és que els individus no reben la mateixa quantitat d'informació a favor i en contra d'una determinada creença. Efectivament, és un fet ben demostrat que les persones estan exposades de manera selectiva a determinades informacions que tendeixen a donar suport a les seves creences i costums, en part per culpa dels seus hàbits i la gent amb la qual es relacionen. Els conservadors llegeixen premsa conservadora que reforça les seves idees, els fonamentalistes religiosos cristians tendeixen a llegir literatura «creacionista» i no biologia evolutiva, fet que reafirma la seva convicció que l'evolució és només una teoria i no un fet que es considera àmpliament provat.
Els individus sovint troben en el seu entorn arguments i evidències que recolzen les seves creences i, d'altra banda, els arriba molt poca informació que les desmenteixi; d'aquesta manera, les creences dels individus semblen més sensates i segures i, per tant, més comunes i esteses del que semblarien si rebessin informació més equilibrada. I no sols els individus tenen més informació sobre arguments que confirmen les seves creences sinó que, en general, tenen llaços més estrets amb persones que comparteixen les seves creences i costums. En conseqüència, quan tracten de calcular o estimar el nombre de persones que comparteixen alguna de les seves creences o hàbits, sobreestimen les dades a partir d'una mostra àmpliament esbiaixada.

### Causes associades a l'atribució
Una altra possible causa del fals consens és l'atribució de la conducta individual, la pròpia i la d'altres, a factors externs. La lògica és la següent: si algú creu que certs factors externs governen la seva pròpia conducta, probablement pensarà que, en les mateixes circumstàncies, altres persones també es veurien afectades per aquests mateixos factors externs; però, quan algú atribueix una conducta o una de les seves creences particulars o a disposicions o experiències passades, tindrà menys tendència a pensar que, en el mateix cas, altres persones actuarien de la mateixa manera. Està provat experimentalment que les persones s'inclinen més a explicar la seva pròpia conducta en termes de factors exteriors que en funció d'experiències passades, que la conducta d'altres persones es deu a causes externes més que basant-se en experiències passades. Aquest mecanisme afavoreix la creença que altres persones reaccionarien en els mateixos termes que nosaltres mateixos.

Representacions bidimensionals ambigües d'objectes tridimensionals

No tots els tipus de conducta susciten el mateix grau la influència de factors externs. De fet, en experiments controlats es pot induir el contrari. En un experiment, diversos individus que van ser induïts a explicar les seves preferències en relació amb causes personals mostren estar menys afectats per l'efecte del fals consens que els que van ser induïts a explicar-ho per factors externs. Aquest experiment mostra que el pes dels factors externs pot ser manipulat i varia notablement segons la situació, però alhora confirma que si es consideren els factors externs com una bona explicació, l'efecte del fals consens apareix en un grau més important.

### Causes associades a l'ambigüitat
Un altre conjunt de factors per explicar l'efecte del fals consens, i que potser és el que tingui conseqüències més serioses, té a veure amb la resolució d'ambigüitats inherents a la majoria d'assumptes, a situacions i eleccions en què hi ha diverses opcions. Així, per decidir què pensem sobre un assumpte determinat, primer hem d'especificar o aclarir en què consisteix l'assumpte, el seu abast i fins i tot la seva pròpia definició. Per exemple, per decidir si preferim les pel·lícules franceses o les pel·lícules italianes hem de determinar primer a què ens referim amb el terme pel·lícules franceses i amb el de pel·lícules italianes. Si considerem com a exemples canònics del cinema italià pel·lícules com El lladre de bicicletes i La strada, és probable que preferim les pel·lícules italianes i, a més a més, suposem que un percentatge més gran de la població general comparteix la preferència pel cinema italià, que si com a exemples canònics de cinema italià agafem els espagueti western. És a dir, la manera precisa en la qual es defineixen o delimiten dues categories, no sols influirà en la preferència, sinó que també alterarà l'estimació sobre fins a quin punt els altres comparteixen aquesta preferència.
En aquesta interpretació de l'efecte del fals consens, intervenen dues suposicions bàsiques:
a) persones diferents fan les mateixes eleccions de manera completament diferent;
b) la gent normalment no reconeix aquest fet i, per tant, calcula malament en no descomptar i, per tant, atribuir erròniament un grau de consens més gran.
El procés de raonar basat en conjectures és tan natural i automàtic que, sovint, els individus passen per alt aquest fet. Això, juntament amb la idea que es comparteix una única realitat material objectiva, fa que s'ignori que altres persones responen a supòsits diferents. La investigació empírica mostra que les diferències de supòsits i interpretacions dels mateixos fets tenen un pes significatiu en l'aparició de l'efecte del fals consens.
Encara que la majoria de persones s'adona que altres individus tenen diferents gustos, valors i orientacions, passa per alt en un major grau que un mateix problema es planteja de manera diferent amb visions del món diferents, ja que els supòsits sobre el problema poden diferir totalment d'una persona a una altra. I de la mateixa manera que algú pot preferir el cinema francès a l'italià en funció de què prengui com a representatiu de cada tipus de cinema, prendrà eleccions diferents segons els seus supòsits o interpretacions inconscients del mateix problema. Tot això es relaciona amb l'observació que, a vegades, les aparents diferències d'opinió no es fonamenten tant en un diferent «judici de l'objecte», sinó en un diferent «objecte de judici». En la mesura en què els subjectes no són conscients que diferents persones plantegen les qüestions al voltant de certs problemes o situacions, segons supòsits diferents, poden arribar a creure que la seva pròpia línia de pensament és més comuna del que realment és, senzillament perquè es basa en supòsits molt particulars.